# Remember (альбом Хироюки Савано)
Remember (стилизованный под R∃ / MEMBER) — третий студийный альбом в рамках вокального проекта Хироюки Савано SawanoHiroyuki[nZk]. Он был выпущен 6 марта 2019 года компанией Sony Music под лейблом Sacra Music . Четыре композиции из альбома стали синглами: «Binary Star», «Cage», «narrative» и «NOISEofRAIN».

## Об альбоме
«Binary Star» использовалась в начальной заставки аниме Legend of the Galactic Heroes: Die Neue These — Encounter, то время как «Cage» использовалась в музыкальной теме для аниме Mobile Suit Gundam Unicorn.
Песня «narrative» с участием японской певицы LiSA использовалась в качестве музыкальной темы для аниме-фильма Mobile Suit Gundam Narrative.
«ME & CREED <nZkv>» в исполнении Sayuri, будет использоваться в качестве музыкальной темы для грядущей мобильной игры Blue Exorcist: Damned Chord.
Песня «Binary Star» представляет собой отрывок из песни "Nothing’s Gonna Stop Us Now " американской рок-группы, написанного Альбертом Хаммондом и Дайан Уоррен в исполнении Starship .

## Список композиций
| №                   | Название                                                     | Текст песни                  | Длительность |
| ------------------- | ------------------------------------------------------------ | ---------------------------- | ------------ |
| 1.                  | «Glory-into the RM-» (by SawanoHiroyuki[nZk]:SUGIZO)         | Yosh                         | 5:07         |
| 2.                  | «EVERCHiLD» (by SawanoHiroyuki[nZk]:Akihito Okano)           | Hiroyuki Sawano              | 4:24         |
| 3.                  | «never gonna change» (by SawanoHiroyuki[nZk]:Sukima Switch)  | Hiroyuki Sawano              | 4:01         |
| 4.                  | «narrative» (by SawanoHiroyuki[nZk]:LiSA)                    | Hiroyuki Sawano              | 4:20         |
| 5.                  | «i-mage» (by SawanoHiroyuki[nZk]:Aimer)                      | Hiroyuki Sawano              | 5:45         |
| 6.                  | «NOISEofRAIN» (by SawanoHiroyuki[nZk]:Takanori Nishikawa)    | Hiroyuki Sawano cAnON.       | 4:10         |
| 7.                  | «Binary Star» (by SawanoHiroyuki[nZk]:Uru)                   | Benjamin mpi                 | 4:43         |
| 8.                  | «ME & CREED <nZkv>» (by SawanoHiroyuki[nZk]:Sayuri)          | Hiroyuki Sawano              | 3:26         |
| 9.                  | «Unti-L» (by SawanoHiroyuki[nZk]:ASCA)                       | Hiroyuki Sawano              | 4:02         |
| 10.                 | «Cage» (by SawanoHiroyuki[nZk]:Tielle)                       | Benjamin mpi                 | 4:44         |
| 11.                 | «REMEMBER» (Vocals by: mizuki, Yosh, Gemie, Tielle & naNami) | Hiroyuki Sawano Benjamin mpi | 5:09         |
| Общая длительность: | Общая длительность:                                          | Общая длительность:          | 50:00        |

## Чарты
| Chart (2019)                       | Место |
| ---------------------------------- | ----- |
| Япония (Oricon)                    | 6     |
| Japan Hot Albums (Billboard)       | 4     |
| Japan Top Albums Sales (Billboard) | 5     |